# Ernst Giencke
Ernst Giencke (* 6. April 1925 in Brudersdorf, Mecklenburg; † 19. Juni 2007 in Berlin) war ein deutscher Luft- und Raumfahrtingenieur.

## Jugend
Giencke war der Sohn eines Revierförsters und das älteste von drei Kindern. In Brudersdorf besuchte er zunächst die einklassige Dorfschule. Der Lehrer und der evangelische Pfarrer erkannten die Begabung des Jungen und überzeugten die Eltern davon, dass der Junge die höhere Schule besuchen müsse. Mit zehn Jahren kam Giencke zunächst an die Oberschule in Malchin, später nach Wismar. Er war bereits in dieser Zeit auf sich allein gestellt. Im Frühjahr 1943 legte er die Reifeprüfung ab.
1943 wurde Ernst Giencke zunächst zum Arbeitsdienst und später zum Wehrdienst eingezogen und kam zur Marine. Unmittelbare Fronteinsätze blieben ihm erspart. Er erlebte allerdings kurz vor Kriegsende das Vorrücken der sowjetischen Armee. Mit Kriegsende kam er kurz in englische Gefangenschaft; in dieser Zeit war er auf einem Minenräumboot eingesetzt.

## Studium
Nach der Entlassung im November 1946 war Ernst Giencke wiederum weitgehend auf sich allein gestellt und ging zu einem Onkel, der ihm eine Stelle als Praktikant im Brückenbau bei der MAN Gustavsburg vermittelte. Im Herbst 1947 begann er mit dem Studium des Bauingenieurwesens an der TH Darmstadt, wobei er die Tätigkeit als Praktikant bei der MAN Gustavsburg in den Semesterferien beibehielt. Im April 1951 wurde Giencke in die Studienstiftung des deutschen Volkes aufgenommen und erhielt von da an ein Stipendium. Das ermöglichte den Wechsel in die Fakultät für Mathematik und Physik, in der er im April 1953 sein Studium als Diplomingenieur abschloss. Nach Studienabschluss hat Giencke zwei Jahre als Statiker im Stahlbrückenbau bei der MAN Gustavsburg gearbeitet. Dort wirkte damals Cornelius, der orthotrope Fahrbahnplatten entwarf. Giencke entwickelte in der vergleichsweise kurzen Zeit von zwei Jahren Verfahren zur Berechnung derartiger orthotroper Fahrbahnplatten. Als ein Ergebnis seiner zweijährigen Tätigkeit erschien 1955 seine erste Veröffentlichung zu orthotropen Platten.

## Lehre und Forschung

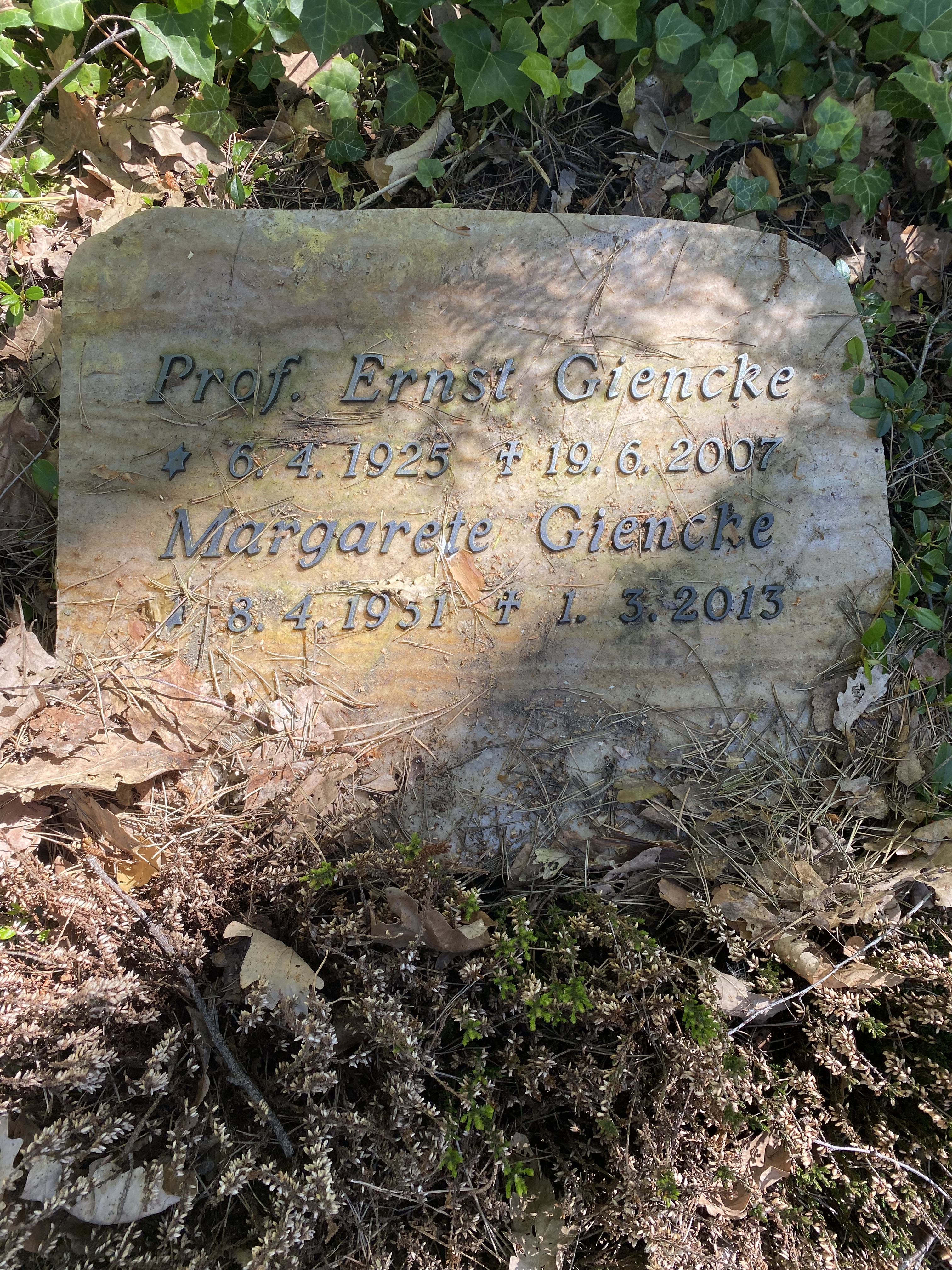
Grabstätte auf dem Waldfriedhof Zehlendorf

1955 kam Giencke nach Darmstadt zurück und wurde Assistent und später Oberassistent bei Professor Günther Bock, der das Fachgebiet Luftfahrzeugbau aufbaute. Gienckes Promotion lag allerdings nicht im Bereich des Luftfahrzeugbaus, sondern knüpfte an seine Arbeiten bei der MAN Gustavsburg an. Erstberichter der Dissertation mit dem Titel „Die Berechnung von durchlaufenden Fahrbahnplatten“ war Professor Karl Marguerre (Mechanik), Zweitberichter Professor Kurt Klöppel (Statik und Stahlbau). Das Gesamturteil im Promotionsverfahren am 8. Februar 1958 lautete „Mit Auszeichnung bestanden“. Die Arbeit wurde in drei Fortsetzungen in Stahlbau veröffentlicht. Von Marguerre wird berichtet, dass er der ursprünglichen Länge der Promotion kritisch gegenüberstand und Giencke zu Kürzungen aufforderte. Marguerre schlug gleichzeitig vor, die der Kürzung zum Opfer gefallenen Teile als Habilitationsschrift einzureichen. Die Habilitation folgte daraufhin bereits im darauffolgenden Jahr mit den gleichen Berichtern. Die Habilitationsschrift mit dem Thema „Die Berechnung von Hohlrippenplatten“ wurde ebenfalls im Stahlbau publiziert. Giencke war damit Dozent. In dieser Zeit baute Giencke eine zweisemestrige Vorlesung über Leichtbau auf, in der Modelle und Berechnungsverfahren für orthotrope Strukturen einen breiten Raum einnahmen. Es ist überfällig Gienckes Arbeiten zu orthotropen Platten, die bis heute nichts von ihrer Bedeutung verloren haben, zusammenfassend darzustellen. Giencke wurde vor allen Dingen von Marguerre geprägt. Die Theorie dünner, schwach gekrümmter Schalen und der konsequente Einsatz des Prinzips der virtuellen Verrückungen und des Prinzips der virtuellen Kräfte durch Marguerre beeinflussten ihn stark. In persönlichen Gesprächen brachte Giencke zum Ausdruck, dass er Karl Marguerre als seinen wesentlichsten Lehrer ansah. 1963 wurde er auf einen Lehrstuhl für Mechanik in der Fakultät V (Maschinenbau) der TU Berlin berufen, in der parallel Reckling tätig war. Bereits 1964 erhielt Giencke einen Ruf nach Stuttgart. 1966/67 erfolgte eine Umberufung in der Fakultät V, zunächst auf das Fachgebiet „Umformtechnik“, kurz darauf auf das Fachgebiet „Konstruktionslehre“. Bei der Gründung der Fachbereiche im Jahr 1970 entschloss sich Giencke nach Rücksprache mit seinen Mitarbeitern, mit dem Institut für Konstruktionslehre in den Fachbereich Verkehrswesen zu wechseln und sich dem Institut für Luft- und Raumfahrt anzuschließen. Seine Hauptaufgabe in der Luft- und Raumfahrt lag auf dem Gebiet der Konstruktionsberechnung. Von 1980 an nahm er auch Lehrverpflichtungen im Fachgebiet Flugmechanik wahr. Gienckes Wirken in der Lehre lässt sich gut durch die Einschätzung eines seiner Schüler beschreiben: „Er hatte ein riesiges Talent, die wesentlichen Zusammenhänge in der Technischen Mechanik in eine vereinfachte Form zu bringen.“ Wahrscheinlich war der Einfluss von Marguerre maßgebend dafür, dass sich Giencke parallel zur Entwicklung der Methode der finiten Elemente bemühte, Schwächen dieser Methode zu überwinden. Eine entscheidende Schwäche war für Giencke, dass zur Erreichung von in der Konstruktion verwertbaren Ergebnissen für Schnittkräfte oder Spannungen eine extrem feine Diskretisierung und damit ein sehr hoher Rechenaufwand erforderlich waren. Giencke entwickelte ein Mehrstellen-Differenzenverfahren, bei dem durch gleichzeitigen Einsatz des Prinzips der virtuellen Verrückungen und des Prinzips der virtuellen Kräfte Verschiebungen und Kräfte mit hoher Genauigkeit ermittelt werden konnten.. Ein Nachteil des Gienckeschen Verfahrens bestand darin, dass es sich nur für einfache Berandungen anwenden ließ. Ernst Giencke hat auf diesem Gebiet eine Reihe von Promotionen betreut, aber schließlich die Arbeit eingestellt. Um das Verfahren so weiterzuentwickeln, dass es mit der herkömmlichen Finite-Elemente-Methode konkurrieren konnte, wäre eine mehrjährig arbeitende größere Arbeitsgruppe erforderlich gewesen. Diesen Weg wollte Giencke nicht beschreiten. Bereits Ende der sechziger Jahre des letzten Jahrhunderts, bedingt durch sein Engagement in der Ausbildung im Luft und Raumfahrtsektor, befasste Giencke sich mit der Problematik von Sandwichstrukturen und Faserverbundwerkstoffen. Er konnte hierbei unmittelbar an seine Arbeiten zu orthotropen Platten anschließen. Höhepunkt dieser Tätigkeit war eine unter seiner fachlichen Leitung stehende DGLR-Tagung in Berlin am 8. und 9. 11 1984 zur „Entwicklung und Anwendung von CFK-Strukturen“.
1990 schied Ernst Giencke als hauptberuflich tätiger Hochschullehrer aus der TU aus. Er starb am 19. Juni 2007 in Berlin. Eine ganze Reihe seiner Schüler waren oder sind als Hochschullehrer tätig. Dazu gehören Andreas Kanarachos (Flugzeugbau und Mechanik, TU Athen), Alfred Puck (Konstruktionstechnik, Universität Kassel), Klaus Knothe (Finite-Elemente-Methoden und Schienenfahrzeugdynamik, TU Berlin), Robert Gasch (Rotordynamik und Windkraftanlagen, TU Berlin), Anthony Chang (Mechanik, USA) und Dietmar Klingbeil (Betriebsfestigkeit und Bauteilsicherheit,
BAM Berlin). Das weite Fächerspektrum, das von seinen Schülern abgedeckt wurde, lässt erkennen, dass die Forschung im Umfeld von Ernst Giencke breite Entwicklungsmöglichkeiten bot.

## Engagement
Privat engagierte sich Giencke von 1970 bis 1990 als Vorsteher und Evangelist der Neuapostolischen Kirche in Berlin-Schöneberg Seine letzte Ruhestätte erhielt Giencke auf dem Waldfriedhof Zehlendorf (Feld 024-254).